# 軽井沢町立軽井沢東部小学校
軽井沢町立軽井沢東部小学校（かるいざわちょうりつかるいざわとうぶしょうがっこう）は、長野県北佐久郡軽井沢町にある公立小学校。

## 所在地
- 長野県北佐久郡軽井沢町大字軽井沢1249番地

## 沿革
- 1889年（明治22年） - 小学校令により軽井沢尋常小学校設立[1]。
- 1911年（明治44年） - 軽井沢尋常小学校と長倉尋常小学校を統合し、東長倉村尋常小学校となる[1]。
- 1923年（大正12年） - 軽井沢尋常小学校と改称をする[1]。
- 1941年（昭和16年）4月1日 - 国民学校令に基づき、軽井沢国民学校と改称。
- 1942年（昭和17年） - 軽井沢第一国民学校と改称をする[1]。
- 1947年（昭和22年）
  - 4月1日 - 学制改革により、軽井沢町立軽井沢東小学校となる。
  - 10月17日 - 昭和天皇が行幸（昭和天皇の戦後巡幸）[2]。
- 1956年（昭和31年） - 軽井沢東部小学校、軽井沢中部小学校に分離し、軽井沢東部小学校に小瀬分室が開校をする[1]。
- 1960年（昭和35年） - 小瀬分室が閉校となる[1]。

## 校歌
- 永井萌二 作詞
- 瓜生田和孝 作曲

## 学区
通学区域は以下の通り
- 大字峠町
- 大字長倉
  - 小瀬区、離山区
- 大字軽井沢
  - 旧軽井沢区、新軽井沢区、成沢区、南ケ丘区
- 大字発地
  - 南軽井沢区
- 軽井沢
- 軽井沢東

## 卒業後の進路
卒業生は公立中学校に進学する場合、基本的に軽井沢町立軽井沢中学校へ進学する。